# دهوی اومپونامها
دهوی اومپونامها (تایلندی: ทวี อัมพรมหา؛ زادهٔ ۱۵ نوامبر ۱۹۵۹) بوکسور اهل تایلند است.